# تاتیانا کونیوخووا
تاتیانا کونیوخووا (روسی: Татья́на Гео́ргиевна Ко́нюхова؛ زادهٔ ۱۲ نوامبر ۱۹۳۱) هنرپیشه اهل اتحاد جماهیر شوروی سوسیالیستی است.
از فیلم‌هایی که در آن نقش داشته می‌توان به سرخ و سفید اشاره کرد.
او برندهٔ جوایزی همچون هنرمند مردمی جمهوری شوروی فدراتیو سوسیالیستی روسیه شده‌است.